# Teucholabis furva
Teucholabis furva är en tvåvingeart som beskrevs av Alexander 1930. Teucholabis furva ingår i släktet Teucholabis och familjen småharkrankar.
Artens utbredningsområde är Guatemala. Inga underarter finns listade i Catalogue of Life.